# Национален отбор по футбол на Буркина Фасо
Националният отбор по футбол на Буркина Фасо представлява Буркина Фасо в международни мачове и турнири по футбол. Ръководната организация е футболната асоциация на страната. Отборът на Буркина Фасо до 1984 г. играе под името Горна Волта (предишното име на Буркина Фасо). През 2013 г. отборът достига до финал на Купата на африканските нации.

## Световни шампионати
- 1930 – 1974 – не участва
- 1978 – не преминава квалификациите
- 1982 – не участва
- 1986 – не участва
- 1990 – не преминава квалификациите
- 1994 – прекъсва квалификациите
- 1998 – 2018 – не преминава квалификациите

## Купа на африканските нации
- 1957 – 1965 – не участва
- 1968 – не преминава квалификациите
- 1970 – прекъсва квалификациите
- 1972 – прекъсва квалификациите
- 1974 – не преминава квалификациите
- 1976 – не участва
- 1978 – отпада на груповата фаза (под името Горна Волта)
- 1980 – не участва
- 1982 – не преминава квалификациите
- 1984 – 1988 – не участва
- 1990 – не преминава квалификациите
- 1992 – не преминава квалификациите
- 1994 – прекъсва квалификациите
- 1996 – отпада на груповата фаза
- 1998 – 4-то място
- 2000 – отпада на груповата фаза
- 2002 – отпада на груповата фаза'
- 2004 – отпада на груповата фаза
- 2006 – не преминава квалификациите
- 2008 – не преминава квалификациите
- 2010 – отпада на груповата фаза
- 2012 – отпада на груповата фаза
- 2013 – финалист
- 2015 – отпада на груповата фаза
- 2017 – 3-то място